# Озеро Бочарова
Озеро Бочаро́ва (устар. Угашек; англ. Becharof Lake) — озеро в США, располагается на территории боро Лейк-энд-Пенинсула в штате Аляска.
Озеро Бочарова находится на северо-западе Северной Америки, на полуострове Аляска. Расположено в 37 км к юго-востоку от города Эгиджик.
Размеры озера: 56 на 24 км. Площадь поверхности — около 1165 км². Озеро питают ряд впадающих в него рек, основной приток — Кеджулик. Озеро Бочарова является вторым по величине озером в штате Аляска и четырнадцатым по величине озером США.
Дмитрий Бочаров в составе экспедиции в 1791 году осмотрел свыше 500 км северного берега полуострова Аляска, пересёк его и открыл озеро, названное в честь первооткрывателя.
С 1980 года озеро является «сердцем» Национального заповедника Бочарова.